# تپه نادری (اصلاندوز)
تپه نادری (اصلاندوز) در شهرستان پارس‌آباد، بخش اصلاندوز ـ کناره ارس واقع شده و این اثر در تاریخ ۱ فروردین ۱۳۴۷ با شمارهٔ ثبت ۷۹۶ به‌عنوان یکی از آثار ملی ایران به ثبت رسیده است.